# Seznam katovických biskupů a arcibiskupů
Seznam biskupů a arcibiskupů arcidiecéze katovické.
| Diecézní biskupové a správci diecéze                              | Diecézní biskupové a správci diecéze | Diecézní biskupové a správci diecéze                                                                                   |
| ----------------------------------------------------------------- | ------------------------------------ | --- |
| August Hlond                                                      | 1925-1926                            | v letech 1922-25 apoštolský administrátor slezský (katovický); od 1926 arcibiskup hnězdenský a primas polský, kardinál |
| Arkadiusz Lisiecki                                                | 1926-1930                            | |
| Stanisław Adamski                                                 | 1930-1967                            | |
| Franciszek Strzyż                                                 | 1940-1942                            | generální vikář v době vyhnání biskupa Adamského                                                                       |
| Franciszek Woźnica                                                | 1942-1945                            | generální vikář v době vyhnání biskupa Adamského                                                                       |
| Filip Bednorz                                                     | 1952-1954                            | kapitulní vikář v době vyhnání biskupa Adamského                                                                       |
| Jan Piskorz                                                       | 1954-1956                            | kapitulní vikář v době vyhnání biskupa Adamského                                                                       |
| Herbert Bednorz                                                   | 1967-1985                            | biskup koadjutor od roku 1950                                                                                          |
| Damian Zimoń                                                      | 1985-1992                            | |
| Arcibiskup a metropolita                                          |                                      | |
| Damian Zimoń                                                      | 1992-2011                            | |
| Wiktor Skworc                                                     | 2011-dosud                           | |
| Pomocní biskupové (doba působení v diecézi/arcidiecézi katovické) |                                      | |
| Teofil Bromboszcz                                                 | 1934-1937                            | |
| Juliusz Bieniek                                                   | 1937-1978                            | |
| Józef Kurpas                                                      | 1962-1991                            | |
| Czesław Domin                                                     | 1970-1992                            | poté diecézní biskup koszalinsko-kolobřežský                                                                           |
| Janusz Zimniak                                                    | 1980-1992                            | poté pomocný biskup bílsko-żywiecký                                                                                    |
| Gerard Bernacki                                                   | 1988-dosud                           | |
| Piotr Libera                                                      | 1996-2007                            | poté diecézní biskup płocký                                                                                            |
| Stefan Cichy                                                      | 1998-2005                            | poté diecézní biskup lehnický                                                                                          |
| Józef Kupny                                                       | 2006-dosud                           | |